# Кесвай
Кесва́й (рос. Кесвай) — присілок в Якшур-Бодьїнському районі Удмуртії, Росія.
Населення — 79 осіб (2010; 80 в 2002).
Національний склад (2002):
- удмурти — 93 %

## Урбаноніми[3]
- вулиці — Лісова, Молодіжна, Центральна